# Глира
Глира (фр. Gluiras) је насељено место у Француској у региону Рона-Алпи, у департману Ардеш.
По подацима из 2011. године у општини је живело 378 становника, а густина насељености је износила 15,06 становника/km².

## Демографија
| 1962. | 1968. | 1975. | 1982. | 1990. | 2011. |
| ----- | ----- | ----- | ----- | ----- | ----- |
| 713   | 591   | 452   | 398   | 380   | 378   |